# 韓勇太
韓 勇太（ハン・ヨンテ、1996年10月30日 - ）は、東京都出身の元プロサッカー選手。現役時代のポジションはフォワード。U-23北朝鮮代表。
実弟の韓勇岐もプロサッカー選手。

## 来歴
2019年1月24日、松本山雅FC加入決定、および鹿児島ユナイテッドFCへの期限付き移籍が発表された。
2月24日、J2開幕戦の徳島ヴォルティス戦で先発出場しプロデビュー。さらにプロ初ゴールも決めクラブのJ2初勝利に貢献した。
2019年12月28日、栃木SCに期限付き移籍により加入すると発表された。
2020年10月27日、松本山雅FCへの復帰が発表された。
2021年、当初は松本山雅FCに登録されていたが、2月5日、いわてグルージャ盛岡への完全移籍が発表された。
2022年で契約満了
2023年8月4日、現役引退が発表された。

## 所属クラブ
- 東京朝鮮第一小学校
- 東京朝鮮第一中学校
- 東京朝鮮高校
- 朝鮮大学校
- 2019年 - 2021年2月  松本山雅FC
  - 2019年   鹿児島ユナイテッドFC (期限付き移籍)
  - 2020年1月 - 10月  栃木SC (期限付き移籍)
- 2021年2月 - 2022年  いわてグルージャ盛岡

## 個人成績
| 国内大会個人成績 | 国内大会個人成績 | 国内大会個人成績 | 国内大会個人成績 | 国内大会個人成績 | 国内大会個人成績 | 国内大会個人成績 | 国内大会個人成績 | 国内大会個人成績 | 国内大会個人成績 | 国内大会個人成績 | 国内大会個人成績 |
| 年度             | クラブ           | 背番号           | リーグ           | リーグ戦         | リーグ戦         | リーグ杯         | リーグ杯         | オープン杯       | オープン杯       | 期間通算         | 期間通算         |
| 年度             | クラブ           | 背番号           | リーグ           | 出場             | 得点             | 出場             | 得点             | 出場             | 得点             | 出場             | 得点             |
| 日本             | 日本             | 日本             | 日本             | リーグ戦         | リーグ戦         | リーグ杯         | リーグ杯         | 天皇杯           | 天皇杯           | 期間通算         | 期間通算         |
| ---------------- | ---------------- | ---------------- | ---------------- | ---------------- | ---------------- | ---------------- | ---------------- | ---------------- | ---------------- | ---------------- | ---------------- |
| 2019             | 鹿児島           | 28               | J2               | 35               | 11               | -                | -                | 0                | 0                | 35               | 11               |
| 2020             | 栃木             | 20               | J2               | 9                | 1                | -                | -                | -                | -                | 9                | 1                |
| 2020             | 松本             | 13               | J2               | 6                | 0                | -                | -                | -                | -                | 6                | 0                |
| 2021             | 松本             | 15               | J2               | 0                | 0                | -                | -                | -                | -                | 0                | 0                |
| 2021             | 岩手             | 9                | J3               | 16               | 1                | -                | -                | 3                | 2                | 19               | 3                |
| 2022             | 岩手             | 9                | J2               | 8                | 0                | -                | -                | 1                | 0                | 9                | 0                |
| 通算             | 日本             | 日本             | J2               | 58               | 12               | -                | -                | 1                | 0                | 59               | 12               |
| 通算             | 日本             | 日本             | J3               | 16               | 1                | -                | -                | 3                | 2                | 19               | 3                |
| 総通算           | 総通算           | 総通算           | 総通算           | 74               | 13               | -                | -                | 4                | 2                | 78               | 15               |

- Jリーグ初出場 - 2019年2月24日 J2第1節 徳島ヴォルティス戦（白波スタジアム）
- Jリーグ初得点 - 同上

## 代表・選抜歴
- 2016年 関東大学選抜
- 2017年 U-23北朝鮮代表
- 2018年 U-23北朝鮮代表